# Ad Dekkers
Adrianus "Ad" Dekkers (nascido em 1 de novembro de 1953) é um ex-ciclista holandês, que foi ativo entre 1972 e 1983. Competiu nos Jogos Olímpicos de Munique 1972 em perseguição por equipes de 4 km, terminando na quinta posição. Dois anos depois, venceu uma etapa do Tour de Olympia, terminando em segundo na corrida geral.